# سیارک ۲۰۶۰۷
سیارک ۲۰۶۰۷ (به انگلیسی: 20607 Vernazza، نامگذاری:1999RR219) بیست هزار و ششصد و هفتمین سیارک کشف شده‌است که در ۴ سپتامبر ۱۹۹۹ کشف شد.
قدر مطلق سیارک برابر ۳۳.۸ است.